# Carl Storch
Carl Storch (* 7. März 1868 in Budapest; † 2. November 1955 in Salzburg) war ein österreichischer Zeichner, Karikaturist und Krippenschnitzer.

## Leben und Schaffen
Carl Storch war Illustrator für verschiedene Zeitschriften. Für die humoristische, deutsche Wochenschrift Fliegende Blätter fertigte er zwischen 1902 und 1934 über 800 Illustrationen. Einzelne Illustrationen veröffentlichte er in der illustrierten Kinderzeitschrift Hans Kunterbunt, in der Münchener Kunst- und Literaturzeitschrift Jugend und in der französischen Kunst- und Satire-Zeitschrift Le Rire.
Bekannt wurde Carl Storch für seine zahlreichen illustrierten Kinder- und Märchenbücher. 1920 veröffentlichte er Maus und Molli, Eine Mädelgeschichte in sieben Streichen nach Wilhelm Busch. Die Texte schrieb Wilhelm Mayer unter dem Pseudonym Wilhelm Herbert. Das Buch ist eine Adaption von Max und Moritz von Wilhelm Busch, in der statt der männlichen zwei weibliche Hauptfiguren die Streiche verüben. 2015 wurde das Buch neu aufgelegt.
Carl Storch ist der Schöpfer der Figuren Puckchen und Muckchen. Puckchen und Muckchen sind zwei Zwerge, die die Welt erkunden. Auch diese illustrierten Kindergeschichten in Reimform erinnern an Werke von Wilhelm Busch. Für die ersten beiden Geschichten Zwergenreise ins Erdinnere und Puckchen und Muckchen in Amerika schrieb Carl Storch den Text selbst. Für den dritten Band Auf Radiowellen nach China schrieb Walter Hopp den Text. Die Geschichten erschienen ab 1904 in der österreichischen Ausgabe des Seraphischer Kinderfreund und ab 1906 in der deutschen Ausgabe unter dem Pseudonym Klausenmaler Klecksel. Ab 1924 wurden die Geschichten als Bücher publiziert. Für die niederländischen Ausgaben Puk en Muk schrieb Franciscus van Ostaden unter dem Pseudonym Frans Fransen neue Texte. Die niederländischen Texte unterscheiden sich inhaltlich und stilistisch deutlich von den deutschen Texten: In der niederländischen Version heißt Puckchen Muk und Muckchen heißt Puk; ferner ist die niederländische Geschichte prosaisch erzählt, während die deutsche Geschichte in Reimen geschrieben ist.
Einen Namen machte sich Carl Storch auch als Schnitzer von Krippenfiguren.
Gestorben ist Carl Storch am 2. November 1955 in Salzburg. Dort ist seit 1960 eine Straße nach ihm benannt.

## Werke
- Kribbel-Krabbel. Ein lustiges Bilderbuch, mit Versen von Hans Probst, Braun & Schneider, München 1912
- Fipps und Jokko, Die durchgebrannten Affen, mit Versen von Hans Probst, Braun & Schneider, München 1912, Neuauflage Esslinger Verlag, Esslingen 2017, ISBN 978-3-480-23381-6
- Maus und Molli, Eine Mädelgeschichte in sieben Streichen nach Wilhelm Busch, mit Texten von Wilhelm Mayer (unter dem Pseudonym Wilhelm Herbert), Braun & Schneider, München 1920, Neuauflage Esslinger Verlag, Esslingen 2015, ISBN 978-3-480-23202-4
- Ui! 5 gar drollige Geschichten von zwei kleinen Bösewichten, mit Versen von Hans Probst, Braun & Schneider, München 1921
- Ausgerechnet zum Lachen!, Braun & Schneider, München 1924
- O weh! 3 Tage Ferien für Fritz und Greti, Ostmärkischer Landesverlag, Wien 1924
- Vom Hasen und Igel und anderem Getier, Österreichischer Bundesverlag für Unterricht, Wissenschaft und Kunst, Wien 1925
- Beim Osterhasen, Ein buntes Büchlein, mit Versen von Hans Probst, Josef Scholz, Mainz 1929
- Die Blumenkönigin, Ein Märchenspiel, mit Texten von Oskar Günter, J. Steinbrener, Winterberg 1930
- Volks-Medizin, Ein lustiges Milch-Bilderbuch für kleine und große Kinder, mit Texten von Oskar Hugelmann, Österreichischer Bundesverlag für Unterricht, Wissenschaft und Kunst, Wien 1930
- Die Schildbürger, Ein heiteres Buch von ihren Streichen und Taten, mit Texten von Franz Eduard Hrabe, J. Steinbrener, Winterberg 1930
- Struwwelpeters Kameraden, mit Texten von Franz Eduard Hrabe, J. Steinbrener, Winterberg 1931
- Teddy, mit Texten von Marie Waldek, J. Steinbrener,  Winterberg 1934
- Hans hat Glück, 1935
- Wie's geht, wenn die Kinder nicht folgen, mit Texten von Franz Eduard Hrabe, J. Steinbrener, Winterberg 1936

- Puckchen und Mucken (deutsch)
  - mit eigenen Texten
    - Puckchen und Muckchen, Zwergenreise ins Erdinnere, 1. Bändchen, Klausenverlag Ehrenbreitstein, Koblenz 1924
    - Puckchen und Muckchen in Amerika, 2. Bändchen, Klausenverlag Ehrenbreitstein, Koblenz 1926

  - mit Texten von Walter Hopp
    - Puckchen und Muckchen, Auf Radiowellen nach China, 3. Bändchen,  Klausenverlag Ehrenbreitstein, Koblenz 1928

- Puk en Muk (niederländisch)
  - mit Texten von Franciscus van Ostaden (unter dem Pseudonym Frans Fransen)
    - Puk en Muk, Drukkerij van het R.K. Jongensweeshuis, Tilburg 1927
    - Uit Klaas-Vaak-Land, Drukkerij van het R.K. Jongensweeshuis, Tilburg 1932
    - Puk en Muk en Moortje naar Amerika, Drukkerij van het R.K. Jongensweeshuis, Tilburg 1932
    - Puk en Muk en de Heks, Drukkerij van het R.K. Jongensweeshuis, Tilburg 1935
    - Reizen van Puk en Muk (deel 1), Drukkerij van het R.K. Jongensweeshuis, Tilburg 1937
    - Reizen van Puk en Muk (deel 2), Drukkerij van het R.K. Jongensweeshuis, Tilburg 1937
    - Puk en Muk door Afrika 1, Drukkerij van het R.K. Jongensweeshuis, Tilburg 1937
    - Puk en Muk door Afrika 2, Drukkerij van het R.K. Jongensweeshuis, Tilburg 1937
    - Puk en Muk op de tandem, Drukkerij van het R.K. Jongensweeshuis, Tilburg 1939
    - Puk en Muk in China, Drukkerij van het R.K. Jongensweeshuis, Tilburg 1939
    - Muk de drakendoder, Drukkerij van het R.K. Jongensweeshuis, Tilburg 1940
    - Puk en Muk thuis, Drukkerij van het R.K. Jongensweeshuis, Tilburg 1940
    - Puk en Muk naar de maan, Drukkerij van het R.K. Jongensweeshuis, Tilburg 1940